# Karen Blachford
Karen Blachford (ur. 26 stycznia 1966) – kanadyjska niepełnosprawna curlerka, mistrzyni paraolimpijska z Turynu (2006).
W 2002 roku zdobyła srebrny, a w 2004 roku brązowy medal mistrzostw świata. W 2006 roku wystąpiła igrzyskach paraolimpijskich w Turynie i w turnieju curlingu na wózkach zdobyła złoty medal paraolimpijski.